# Eduard Hauser
Eduard Hauser (ur. 26 listopada 1948) – szwajcarski biegacz narciarski, brązowy medalista olimpijski.

## Kariera
Igrzyska olimpijskie w Sapporo w 1972 r. były jego olimpijskim debiutem. Wspólnie z Aloisem Kälinem, Albertem Gigerem i Alfredem Kälinem zdobył brązowy medal w sztafecie 4 × 10 km. W swoim najlepszym indywidualnym starcie, w biegu na 15 km zajął 11. miejsce. Cztery lata później, podczas igrzysk olimpijskich w Innsbrucku na tym samym dystansie zajął 17. miejsce. Szwajcarzy z Hauserem w składzie zajęli 5. miejsce w sztafecie. Igrzyska olimpijskie w Lake Placid w 1980 r. były ostatnimi w jego karierze. Zajął tam 15. miejsce w biegu na 30 km stylem klasycznym, a wraz z kolegami z reprezentacji zajął siódme miejsce w sztafecie.
Startował także na mistrzostwach świata w Wysokich Tatrach, mistrzostwach w Falun oraz na mistrzostwach świata w Lahti zajmując odpowiednio piąte, szóste i ponownie piąte miejsce w sztafecie.
Zajął także trzecie miejsce w nieoficjalnej klasyfikacji generalnej Pucharu Świata w sezonie 1973/1974. W 1973 r. wygrał najważniejszy szwajcarski maraton narciarski – Engadin Skimarathon.

## Osiągnięcia

### Igrzyska olimpijskie
| Miejsce | Dzień     | Rok  | Miejscowość | Konkurencja             | Czas biegu | Strata   | Zwycięzca            |
| ------- | --------- | ---- | ----------- | ----------------------- | ---------- | -------- | -------------------- |
| 14.     | 4 lutego  | 1972 | Sapporo     | 30 km stylem klasycznym | 1:36:31,15 | +4:13,83 | Wiaczesław Wiedienin |
| 11.     | 7 lutego  | 1972 | Sapporo     | 15 km stylem klasycznym | 45:28,24   | +1:02,29 | Sven-Åke Lundbäck    |
| 3.      | 13 lutego | 1972 | Sapporo     | Sztafeta 4 × 10 km      | 2:04:47,94 | +2:12,12 | ZSRR                 |
| 25.     | 5 lutego  | 1976 | Innsbruck   | 30 km stylem klasycznym | 1:30:29,38 | +5:20,91 | Siergiej Sawieljew   |
| 17.     | 8 lutego  | 1976 | Innsbruck   | 15 km stylem klasycznym | 43:58,47   | +2:30,67 | Nikołaj Bażukow      |
| 5.      | 11 lutego | 1976 | Innsbruck   | Sztafeta 4 × 10 km      | 2:07:59,72 | +3:28,81 | Finlandia            |
| 15.     | 14 lutego | 1980 | Lake Placid | 30 km stylem klasycznym | 1:27:02,80 | +4:17,29 | Nikołaj Zimiatow     |
| 7.      | 20 lutego | 1980 | Lake Placid | Sztafeta 4 × 10 km      | 1:57:03,46 | +6:33,11 | ZSRR                 |

### Mistrzostwa świata
| Miejsce | Dzień     | Rok  | Miejscowość   | Konkurencja             | Czas biegu | Strata   | Zwycięzca          |
| ------- | --------- | ---- | ------------- | ----------------------- | ---------- | -------- | ------------------ |
| 22.     | 17 lutego | 1970 | Wysokie Tatry | 15 km stylem klasycznym | 47:04,71   | +1:57,79 | Lars-Göran Åslund  |
| 5.      | 19 lutego | 1970 | Wysokie Tatry | Sztafeta 4 × 10 km      | 2:06:36,47 | +3:22,12 | ZSRR               |
| 31.     | 20 lutego | 1974 | Falun         | 15 km stylem klasycznym | 41:39,09   | +1:56,28 | Magne Myrmo        |
| 6.      | 21 lutego | 1974 | Falun         | Sztafeta 4 × 10 km      | 2:03:15,85 | +3:25,29 | NRD                |
| 18.     | 24 lutego | 1974 | Falun         | 50 km stylem klasycznym | 2:19:45,2  | +6:44,8  | Gerhard Grimmer    |
| 30.     | 19 lutego | 1978 | Lahti         | 30 km stylem klasycznym | 1:32:56,00 | +5:51,87 | Siergiej Sawieljew |
| 5.      | 23 lutego | 1978 | Lahti         | Sztafeta 4 × 10 km      | 2:05:17,63 | +3:22,79 | Szwecja            |
| 20.     | 26 lutego | 1978 | Lahti         | 50 km stylem klasycznym | 2:46:43,06 | +9:38,37 | Sven-Åke Lundbäck  |

### Puchar Świata
W sezonach 1973/1974 - 1980/1981 Puchar Świata rozgrywany był nieoficjalnie.

#### Miejsca w klasyfikacji generalnej
- sezon 1973/1974: 3.
- sezon 1979/1980: 16.

#### Miejsca na podium
1. Le Brassus – 12 stycznia 1974 (15 km) – 2. miejsce
2. Lahti – 3 marca 1974 (50 km) – 3. miejsce